# Ghághra
Ghághra nebo Gogra (hindsky घाघरा, anglicky Ghaghara River, nepálsky कर्णाली नदी [Karnali]) je řeka v Tibetské autonomní oblasti v ČLR, v Nepálu a ve státě Uttarpradéš v Indii. Je levým nejvodnatějším přítokem Gangy. Je 950 km dlouhá.

## Průběh toku
Pramení na jihu Tibetské náhorní plošiny. Hluboko zaříznutou dolinou protíná Himálaj pod názvem Karnali. Na dolním toku teče Indoganžskou rovinou

## Vodní režim
Zdroj vody je smíšený sněhovo-ledovcový a dešťový. Na jaře a v létě voda stoupá. Dochází ke katastrofálním povodním.

## Využití
Splavná je od města Ajódhja. Využívá se na zavlažování. Na dolním toku leží město Fajzabad.